# Gladiator

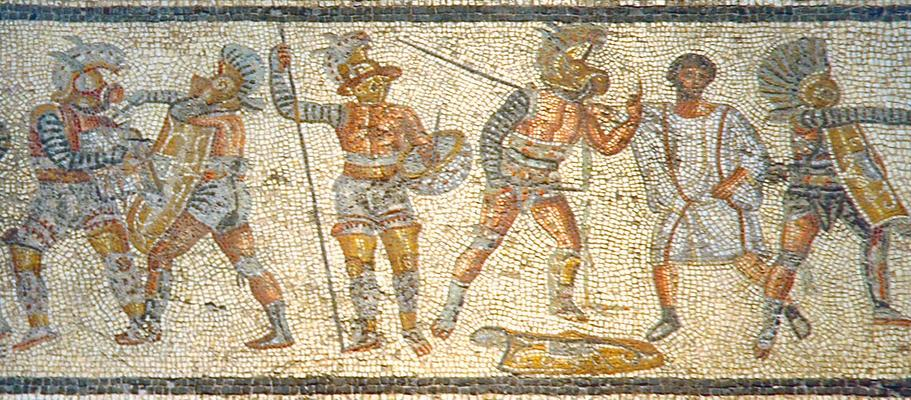
Gladiatorer avbildade på en mosaik från Leptis Magna (Zliten/Zlitan i dagens Libyen), troligen från 100-talet e.Kr.

Gladiator (latin för "svärdskämpe", av gladius, "svärd") var en slagskämpe under antikens Rom, som i underhållningssyfte tvingades kämpa inför publik mot andra gladiatorer eller vilda djur på liv och död. De tränades och hölls inlåsta i särskilda gladiatorskolor samt uppträdde vid de många gladiatorspelen under tidsepoken. Gladiatorerna var ofta dödsdömda förbrytare, krigsfångar eller slavar men det var en tredjedel som var fria romerska medborgare som också antogs till att vara gladiatorer.
Gladiatorspelen är omgivna av myter och berättelser som ofta inte kan bekräftas. Gladiatorernas hälsning till kejsaren, om denne närvarade vid arenan sägs ha varit "Ave Caesar, morituri te salutant!" ("Ärade Kejsare, de som är på väg in i döden hälsar dig"). Det nämns dock endast i ett enda sammanhang i romersk litteratur; i Suetonius biografi över kejsar Claudius (som skriver Imperator och inte Caesar) och senare även i Cassius Dios Romanum historiarum. Då skall det ha yttrats av dödsdömda fångar (och alltså inte av gladiatorer) vid ett arrangerat sjöslag. Det saknas belägg för att det skulle ha varit en standardfras.
En gladiator kunde be om nåd under gladiatorspelen genom att lägga sig på rygg och sträcka upp vänster arm. Åskådarna kunde då rösta ifall de tyckte att gladiatorn skulle skonas. Tummen upp antas ha betytt att gladiatorn skulle benådas och tummen ner att denne skulle dödas. Hur det verkligen förhöll sig är inte fastlagt i några källor, förutom det faktum att tummen vreds åt ett eller annat håll. Huruvida detta alls var vanligt förekommande är okänt. Om kejsaren var närvarande hade han det slutgiltiga avgörandet om nåd skulle beviljas.
Den historiskt mest kände gladiatorn var Spartacus. År 73 f.Kr. ledde han en armé på 70 000 män, bestående av gladiatorer och slavar, i kamp mot Rom. Två år senare - 71 f.Kr. - besegrades han dock av Crassus vid floden Silarus.

## Stridskläder
- En hjälm, vanligen gjord i tjock bronsplåt. Den vägde cirka 4 kg.
- Ett armskydd i metall, linne eller läder. Skyddet satt på armen som inte skyddades av skölden.
- Ett svärd. Svärdet varierade mycket i storlek.
- Benskydd i metall, bars med tjock stoppning för att inte tynga ner på fotens ovansida
- En sköld, oftast gjord i trä med ett överdrag i läder.
- Överkroppen lämnades oftast bar; det visade att gladiatorn var villig att dö.

## Varianter av gladiatorer
Det fanns olika typer av gladiatorer, varav några nämns nedan:
- Samnitus
- Hoplomachus
- Retiarius (nätkämpe) - kämpade med treudd och dolk och försökte snärja sin motståndare med nät, matchades mot en secutor
- Secutor (förföljaren) - tyngre beväpnad gladiator
- Thraker - gladiator i thrakisk rustning
- Murmillo - beväpnad med svärd, sköld och hjälm
- Essedarius - (vagnskämpe) - kämpade i en stridsvagn
- Andabatus - (blindkämpe) - bar en hjälm utan hål för ögonen och slogs i blindo med sin motståndare
- Dimachaerius (tvåsvärdskämpe) - hade lite rustning och slogs med två svärd
- Scaeva - (vänsterhänt) - vänsterhänta ansågs vara svåra att kämpa mot och många tränade därför upp sig till att bli vänsterhänta.
- Bestiarius (djurkämpe)